# Pièce
Die Pièce, das Stückfass, war ein französisches Volumenmaß für Branntwein in Bordeaux.
- 1 Pièce ≈ 50 Veltes ≈ 380 Liter